# Ivan Troutnev
 (août 2024).
Si vous disposez d'ouvrages ou d'articles de référence ou si vous connaissez des sites web de qualité traitant du thème abordé ici, merci de compléter l'article en donnant les références utiles à sa vérifiabilité et en les liant à la section « Notes et références ».
Ivan Petrovitch Troutnev (en russe : Иван Петрович Трутнев), né en 1827 à Likhvine dans le gouvernement de Kalouga et mort le 5 février 1912 (calendrier grégorien, 18 février 1912) à Wilna (aujourd'hui Vilnius) chef-lieu du gouvernement de Wilna, est un peintre russe, fondateur et directeur de l'école de dessin, ainsi que de l'Académie des arts de Vilnius.

## Biographie

### Les premières années
Troutnev naquit dans une famille de paysans du gouvernement de Kalouga et entra en 1845 à l'école de dessin du comte Stroganov à Moscou, dont il sortit diplômé en tant que professeur de dessin, en 1849. Il poursuivit son éducation à la capitale, à Saint-Pétersbourg à l'Académie impériale des beaux-arts de 1851 à 1858, auprès du professeur Willewalde (1818-1903), maître du grand genre historique de peintures de batailles. Il gagne la médaille d'argent et la médaille d'or en 1852 et 1854 pour ses œuvres Le Soldat blessé et les Français autour du feu, et Jeu de colin-maillard (acquis par l'empereur Nicolas Ier en 1854). Troutnev obtient encore une médaille d'or en 1855 pour son tableau Le Paysan bénit son fils partant pour la guerre, tableau acheté par le célèbre mécène Vassili Kokorev. Il sort de l'Académie en 1858 après avoir présenté Chemin de croix à la campagne pour lequel il reçoit la grande médaille d'or et le droit de recevoir une pension pour voyager pendant six ans aux frais de l'Académie. Troutnev fait donc son tour d'Europe et visite les musées et les galeries de Vienne, Paris, Dresde, Anvers, etc. de 1860 à 1865. À son retour en Russie, Troutnev enseigne le dessin et la calligraphie dans un lycée de Vitebsk.

### Vilna

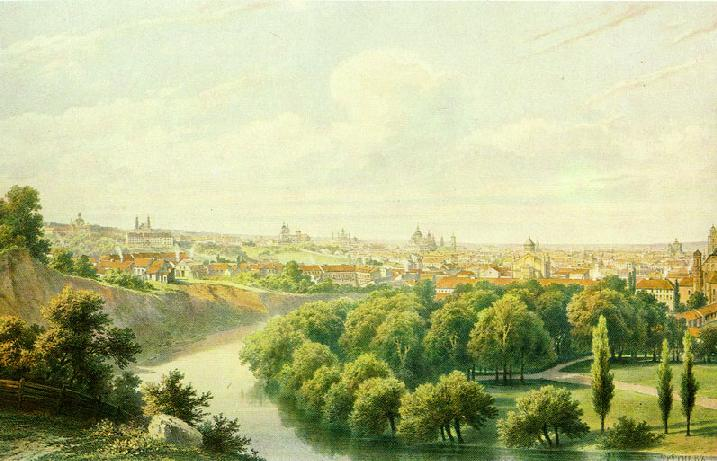
Panorama de Vilna par Troutnev

Ivan Troutnev fait alors la connaissance d'Ivan Kornilov qui voulait fonder une école de peinture et une académie d'art à Vilna, car selon les mots de Milovidov, on n'y trouvait pas de peintre capable de peindre dans les formes russes, de peindre des fresques ou des iconostases et des icônes pour les églises russes. Troutnev se rend donc à Vilna et enseigne à des artisans, dans des écoles professionnelles, dans des petits et grands lycées classiques, afin de déceler les talents.
Il poursuit aussi son œuvre, et participe aux expositions organisées par les Peintres ambulants, sans délaisser celles qui sont organisées, dans un autre genre, par l'Académie de Saint-Pétersbourg. Il reçoit du reste son titre d'académicien en 1868 pour l'ensemble de son œuvre. Il commence à cette époque un cycle de tableaux et de dessins représentant les paysages des environs et des vues de la ville, ainsi que des scènes de genre, dont certaines décrivent les quartiers juifs de Vilna, d'autres des scènes de l'histoire religieuse (Saint Antoine de Vilna conduit au supplice) ou des scènes officielles, comme La Visite d'Alexandre II au Musée des Antiquités de Vilna et des portraits d'officiels russes (généraux, fonctionnaires et ecclésiastiques). Il participe aussi avec Griaznov au projet du monument dédié au général Mikhaïl Mouraviov-Vilenski (1796-1866) édifié à Vilna en 1897.
Ivan Troutnev se distingue aussi dans la peinture d'icônes pour des églises orthodoxes des environs et des gouvernements occidentaux de l'Empire russe, ainsi à Kovno (aujourd'hui Kaunas), Minsk, Grodno, Tchernigov, Chełm et Lublin (en Pologne), etc. Il est décoré de l'Ordre de Sainte-Anne de deuxième classe en 1877 pour avoir peint l'iconostase de la chapelle orthodoxe de la prison de Varsovie. Il peint des icônes aussi pour l'église du monastère du Saint-Esprit, les chapelles du lycée no 1 de Vilna et l'école de filles Marinskaïa, et celle de la prison Loukichskaïa (Lukiškės en lituanien), construite en 1901-1904. Mais son œuvre la plus importante dans ce domaine - et qui lui prendra vingt ans - elle celle de la cathédrale orthodoxe de l'Assomption de Vilna, où il peint 73 icônes pour l'iconostase principal, dont celles de sainte Euphrosyne de Polotsk, de saint Alexandre Nevsky et de saints orthodoxes, dont l'histoire est liée à ces territoires occidentaux.

## Fondateur de l'Académie de Vilnius
Ivan Troutnev demeure dans le souvenir des Lituaniens, comme un pédagogue fondateur de l'école de dessin de Vilna et un professeur de dessin et de peinture pour tout le pays. En effet après la fermeture en 1832 de l'université, il donne des cours dans différentes villes, sans différence d'égards par rapport à la nationalité ou à la confession de ses élèves (Lituaniens, Polonais, Russes, Ruthènes, Juifs, etc.). Il fonde son école en 1866 avec cent élèves, puis cent trente, deux ans plus tard. Selon l'historien Milovidov, il a formé en 41 ans plus de quatre mille étudiants. La dernière année en 1912, l'Académie d'art formait 193 étudiants, dont 50 seront reçus à l'Académie des beaux-arts de Saint-Pétersbourg, d'autres à l'école supérieure technique du baron Sieglitz de la capitale de l'Empire, à l'Académie Stroganov de Moscou, ainsi qu'aux beaux-arts de Berlin, de Munich et de Paris...
Troutnev appela à ses côtés pour enseigner d'autres artistes et professeurs, comme Vassili Griaznov, Jozef Balzukiewicz, Tadas Daugirdas, Stanislaw Jarocki, Ivan Rybakov, Sergueï Ioujanine, Nikolaï Sergueïev-Korobov, etc.
Les élèves recevaient un enseignement en dessin, peinture, graphisme, sculpture, et même plus tard en photographie. Il eut pour élève Chaïm Soutine.
Ivan Troutnev reçut un bon nombre de décorations impériales (Ordre de Saint-Vladimir, Ordre de Sainte-Anne, Ordre de Saint-Stanislas et fut nommé conseiller d'État.
Il mourut à 85 ans à demi-aveugle. Il est enterré au cimetière Sainte-Euphrosyne de Vilnius.